# SR-2000
SR-2000 — экспериментальная приливная турбина, предназначенная для выработки электроэнергии. Имеет мощность 2 МВт, длину 63 м, массу 500 т. Требует глубины не менее 25 м.

Турбина являлась прототипом и в 2020 году была выведена из эксплуатации, часть узлов была изъята производителем для инспекции, а оставшееся утилизировано. В 2021 году заменена турбиной Orbital O2, на 35% более производительной.